# Burn the Witch (manga)
Burn the Witch (zapis stylizowany: BURN ☩HE WITCH) – manga autorstwa Tite Kubo. Po raz pierwszy została opublikowana jako one-shot w magazynie „Shūkan Shōnen Jump” w lipcu 2018. 4-rozdziałowy pierwszy sezon ukazywał się od sierpnia do września 2020 na łamach tego samego czasopisma. Zapowiedziano drugi sezon mangi. Tytuł serii pochodzi od piosenki angielskiego zespołu Radiohead z 2016 roku.
Na podstawie mangi Studio Colorido stworzyło film anime, którego premiera miała miejsce w październiku 2020. Telewizyjny film anime, zatytułowany Burn the Witch #0.8, został wydany w grudniu 2023.

## Fabuła
Akcja Burn the Witch rozgrywa się w uniwersum Bleach i opowiada o dwóch czarownicach, Noel Niihashi i Ninny Spangcole, pracujących dla zachodniego oddziału Soul Society z siedzibą w Reverse London.

## Bohaterowie
- Ninny Spangcole (jap. ニニー・スパンコール Ninī Supankōru)

Seiyū: Asami Tano 
- Noel Niihashi (jap. 新橋 のえる Niihashi Noeru)

Seiyū: Yuina Yamada 
- Macy Baljure (jap. メイシー・バルジャー Meishī Barujā)

Seiyū: Saori Hayami 
- Balgo Parks (jap. バルゴ・パークス Barugo Pākusu)

Seiyū: Shimba Tsuchiya 
- Bruno Bangnyfe (jap. ブルーノ・バングナイフ Burūno Bangunaifu)

Seiyū: Chikahiro Kobayashi 
- Billy Banx Jr. (jap. ビリー・バンクス Jr. Birī Bankusu Junia)

Seiyū: Hiroaki Hirata 
- Osushi-chan (jap. オスシちゃん)

Seiyū: Rie Hikisaka 
- Wolfgang Slashhaut (jap. ウルフギャング・スラッシュハウト Urufugyangu Surasshuhauto)

Seiyū: Mugihito 
- Sullivan Squire (jap. サリバン・スクワイア Sariban Sukuwaia)

Seiyū: Haruka Shimizu 
- Roy B. Dipper (jap. ロイ・B・ディッパー Roi B Dippā)

Seiyū: Miou Tanaka 
- Shelby (jap. セルビー Serubī)

Seiyū: Subaru Kimura 

## Manga
Manga po raz pierwszy została opublikowana 14 lipca 2018 jako 62-stronicowy one-shot w magazynie „Shūkan Shōnen Jump” wydawnictwa Shūeisha. W marcu 2020 ogłoszono, że oprócz zapowiedzianego filmu anime, na łamach czasopisma „Shūkan Shōnen Jump” ukaże się także krótka seria. „Pierwszy sezon” Burn the Witch stanowi kontynuację one-shota i był publikowany w magazynie „Shūkan Shōnen Jump” przez cztery tygodnie, od 24 sierpnia do 14 września 2020. „Drugi sezon” zapowiedziano wraz z wydaniem ostatniego rozdziału pierwszego sezonu. Pierwszy sezon oraz one-shot zostały zebrane w 260-stronicowym tankōbonie, wydanym 2 października 2020.
| Nr | Data wydania (język japoński) | ISBN (język japoński)  |
| -- | ----------------------------- | ---------------------- |
| 1  | 2 października 2020           | ISBN 978-4-08-882428-4 |

## Anime
W marcu 2020 ogłoszono, że na podstawie mangi powstanie film anime, za produkcję którego odpowiadało Studio Colorido, a za reżyserię Tatsuro Kawano. Premiera w Japonii odbyła się 2 października 2020, a za dystrybucję odpowiadało Shōchiku. Piosenką przewodnią filmu jest „Blowing” w wykonaniu Nil. Film był również transmitowany w innych regionach poza Azją w wersji różniącej się od japońskiej edycji kinowej. Crunchyroll udostępnił film w formacie trzyodcinkowym 1 października 2020.
We wrześniu 2023 podano do wiadomości, że prolog „Don’t Judge A Book By Its Cover” otrzyma adaptację anime. Premiera odbyła się w stacji TV Tokyo oraz na całym świecie 30 grudnia 2023. Prawa do dystrybucji nabył Crunchyroll.

## Odbiór
Pierwszy tom Burn the Witch sprzedał się liczbie 86 066 egzemplarzy w wersji drukowanej w pierwszym tygodniu premiery oraz 68 810 egzemplarzy w drugim tygodniu.
Skyler Allen z The Fandom Post napisał, że pomimo braku tej samej „iskry” co na początku Bleacha, one-shot Burn the Witch nadal jest przyjemny i ma duży potencjał do rozwinięcia w pełnoprawną serię, jednak zbyt wiele czasu poświęcono na wprowadzenie, przez co nie działa jako samodzielna historia. Mocno pochwalił ilustracje Kubo oraz zapadające w pamięć projekty postaci, ale skrytykował one-shot za „brak skupienia” ze względu na pomysły, które nie zostały odpowiednio rozwinięte.